# Matko Perdijić
Matko Perdijić, né le 26 mai 1982 à Split, est un footballeur croate. Il évolue au poste de gardien de but au Zagłębie Sosnowiec.

## Carrière

### Palmarès
- Finaliste de la Coupe de Pologne en 2009.